# Kai Vogelsang
Kai Vogelsang (* 10. Mai 1969 in Hamburg) ist ein deutscher Sinologe. Er forscht hauptsächlich zur Geschichte und Geschichtsschreibung Chinas und zur Manjuristik.

## Leben
Von 1989 bis 1994 studierte Kai Vogelsang Sinologie und Volkswirtschaftslehre in Hamburg und Taipeh. 1997 wurde er im Fach Sinologie an der Universität Hamburg promoviert. Nach Lehraufträgen an der Hochschule Bremen und mehreren Forschungsaufenthalten in China war er von 1999 bis 2005 Wissenschaftlicher Assistent im Institut für Sinologie der Ludwig-Maximilians-Universität München. 2004 wurde er mit einer Arbeit zum Thema Geschichte als Problem: Entstehung, Formen und Funktionen von Geschichtsschreibung im Alten China habilitiert. Von 2006 bis 2008 war er als Heisenberg-Stipendiat Gastwissenschaftler am Institut für Geisteswissenschaften der Universität Kyōto. 2008 wurde er als Professor für Sinologie an die Universität Hamburg berufen.
Vogelsang ist Autor eines erstmals 2012 erschienen Standardwerks zur chinesischen Geschichte.

## Schriften
- China und Japan: Zwei Reiche unter einem Himmel. Zwei Reiche – eine Kulturgeschichte. Alfred Kröner Verlag, Stuttgart 2020, ISBN 978-3-520-25601-0.
- Shangjun shu: Schriften des Fürsten von Shang. Kröner, Stuttgart 2017, ISBN 978-3-520-16801-6.
- Geschichte Chinas. Reclam, Stuttgart 2012, ISBN 978-3-15-010857-4 (3., durchgesehene und aktualisierte Auflage, ebenda, 2013, ISBN 978-3-15-010933-5).
- Geschichte als Problem: Entstehung, Formen und Funktionen von Geschichtsschreibung im Alten China (= Lun-wen: Studien zur Geistesgeschichte und Literatur in China. Band 9). Harrassowitz, Wiesbaden 2007, ISBN 978-3-447-05446-1 (Habilitationsschrift).
- Kai Vogelsang: Feng Kuei-fen und sein Chiao-pin-lu-k'ang-i. Hamburger Sinologische Gesellschaft, Hamburg 2001, ISBN 3-935664-02-8.
- als Herausgeber: Oriens Extremus. Zeitschrift für Sprache, Kunst und Kultur der Länder des Fernen Ostens. Harrassowitz, ISSN 0030-5197.